# Mompha ludwigiae
Mompha ludwigiae is een vlinder uit de familie van de wilgenroosjesmotten (Momphidae). De wetenschappelijke naam van de soort is voor het eerst geldig gepubliceerd in 1973 door Bradley et al..